# Resolució 452 del Consell de Seguretat de les Nacions Unides
La Resolució 452 del Consell de Seguretat de les Nacions Unides, fou aprovada el 20 de juliol de 1979, va ser sobre la qüestió dels assentaments israelians a Jerusalem Est, a Cisjordània, a la Franja de Gaza i als Alts del Golan, concretament a la seva il·legalitat. Afirma que "la política d'Israel en establir assentaments en els territoris ocupats àrabs no té validesa legal i constitueix una violació del Quart Conveni de Ginebra relatiu a la protecció de persones civils en temps de guerra del 12 d'agost de 1949" i "fa una crida al Govern i les persones d'Israel cessaran, amb urgència, l'establiment, construcció i planificació dels assentaments als territoris àrabs ocupats des de 1967, inclosa Jerusalem ".
La resolució va ser aprovada per 14 vots a cap, amb 1 abstenció (Estats Units).